# Cantone di Rhône-Eyrieux
Il Cantone di Rhône-Eyrieux è un cantone della Francia dell'arrondissement di Privas.
A seguito della riforma approvata con decreto del 13 febbraio 2014, che ha avuto attuazione dopo le elezioni dipartimentali del 2015, è passato da 10 a 17 comuni.

## Composizione
I 10 comuni facenti parte prima della riforma del 2014 erano:
- Beauchastel
- Charmes-sur-Rhône
- Gilhac-et-Bruzac
- Rompon
- Saint-Cierge-la-Serre
- Saint-Fortunat-sur-Eyrieux
- Saint-Georges-les-Bains
- Saint-Laurent-du-Pape
- Saint-Michel-de-Chabrillanoux
- La Voulte-sur-Rhône

Dal 2015 i comuni appartenenti al cantone sono i seguenti 17:
- Beauchastel
- Boffres
- Charmes-sur-Rhône
- Châteauneuf-de-Vernoux
- Gilhac-et-Bruzac
- Saint-Apollinaire-de-Rias
- Saint-Cierge-la-Serre
- Saint-Fortunat-sur-Eyrieux
- Saint-Georges-les-Bains
- Saint-Jean-Chambre
- Saint-Julien-le-Roux
- Saint-Laurent-du-Pape
- Silhac
- Soyons
- Toulaud
- Vernoux-en-Vivarais
- La Voulte-sur-Rhône